# ハビル・ビクタシェフ
ハビル・ビクタシェフ（Khabil Biktashev 1957年5月23日- ）は旧ソビエト連邦の柔道選手。階級は95kg超級。

## 人物
1979年のプレオリンピック95kg超級で2位になるが、翌年のモスクワオリンピックには出場できなかった。1983年のヨーロッパ選手権では優勝を飾ったが、世界選手権では5位に終わった。1984年のロサンゼルスオリンピックはソ連がボイコットしたために出場できなかったが、その実質的な対抗大会として開催されたフレンドシップ・ゲームズでは無差別で優勝を飾った。1985年のヨーロッパ選手権で2位になると、世界選手権の無差別では3位になった。1986年にはグッドウィルゲームズの無差別で優勝した。1987年にはフランス国際で優勝すると、ヨーロッパ選手権でも2度目の優勝を飾った。世界選手権では準決勝で小川直也に合技で敗れるなどして5位に終わった。翌年のソウルオリンピックには出場できなかった。引退後は新日本プロレスの大会に出場して馳浩と対戦した。また、相撲のロシアナショナルチームのメンバーにも選ばれた。

## 主な戦績
- 1979年 - プレオリンピック　2位
- 1980年 - ポーランド国際　2位
- 1983年 - チェコ国際　優勝
- 1983年 - 東ドイツ国際　2位
- 1983年 - ヨーロッパ選手権　優勝
- 1983年 - 世界選手権　5位
- 1984年 - ソ連国際　2位
- 1984年 - オランダ国際　2位
- 1984年 - フレンドシップ・ゲームズ　無差別　優勝
- 1985年 - チェコ国際　優勝
- 1985年 - ヨーロッパ選手権　2位
- 1985年 - ユニバーシアード　3位
- 1985年 - 世界選手権　無差別　3位
- 1986年 - 東ドイツ国際　3位
- 1986年 - グッドウィルゲームズ　無差別　優勝
- 1986年 - 嘉納杯　無差別　5位
- 1987年 - フランス国際　優勝
- 1987年 - ヨーロッパ選手権　優勝
- 1987年 - 世界選手権　5位